# Hauhuunselkä
Hauhusselkä eller Hauhuunselkä är en sjö i Finland. Den ligger i Virdois stad i landskapet Birkaland, i den sydvästra delen av landet, 230 km norr om huvudstaden Helsingfors. Hauhusselkä ligger 96,1 meter över havet. Arean är 1,22 kvadratkilometer och strandlinjen är 9,39 kilometer lång. Sjön  ingår i Kumo älvs huvudavrinningsområde. 